# Nixdorf Computer

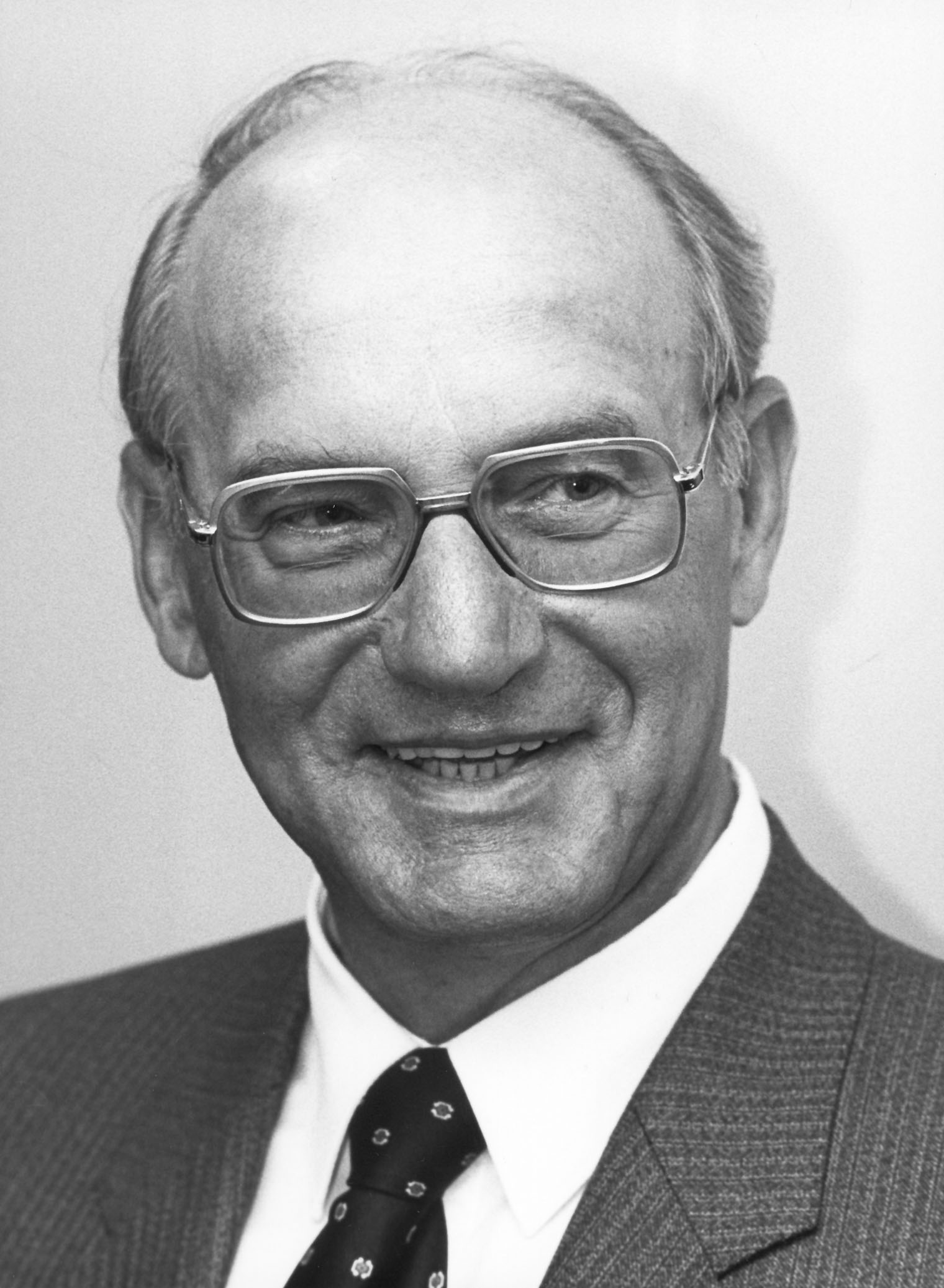
Гайнц Ніксдорф

Nixdorf Computer AG — німецька комп'ютерна компанія, яка була заснована Гайнцом Ніксдорфом у 1952 році зі штаб-квартирою у Падерборні, Німеччина. Вона стала четвертою за величиною комп'ютерною компанія в Європі.
У 1990 році Nixdorf була придбана компанією Siemens і була перейменована на Siemens Nixdorf Informationssysteme.